# تیم ملی فوتبال رئونیون
تیم ملی فوتبال رئونیون نماینده کشور رئونیون در مسابقات بین‌المللی و آفریقایی است که زیر نظر لیگ فوتبال رئونیون فعالیت می‌کند.
نخستین بازی رسمی این تیم در تاریخ ۱۹۴۷ میلادی در برابر تیم ملی فوتبال ماداگاسکار برگزار شده است.